# Yamo
 (juin 2023).
La mise en forme du texte ne suit pas les recommandations de Wikipédia : il faut le « wikifier ».
Les points d'amélioration suivants sont les cas les plus fréquents. Le détail des points à revoir est peut-être précisé sur la page de discussion.
- Les titres sont pré-formatés par le logiciel. Ils ne sont ni en capitales, ni en gras.
- Le texte ne doit pas être écrit en capitales (les noms de famille non plus), ni en gras, ni en italique, ni en « petit »…
- Le gras n'est utilisé que pour surligner le titre de l'article dans l'introduction, une seule fois.
- L'italique est rarement utilisé : mots en langue étrangère, titres d'œuvres, noms de bateaux, etc.
- Les citations ne sont pas en italique mais en corps de texte normal. Elles sont entourées par des guillemets français : « et ».
- Les listes à puces sont à éviter, des paragraphes rédigés étant largement préférés. Les tableaux sont à réserver à la présentation de données structurées (résultats, etc.).
- Les appels de note de bas de page (petits chiffres en exposant, introduits par l'outil «  Source ») sont à placer entre la fin de phrase et le point final[comme ça].
- Les liens internes (vers d'autres articles de Wikipédia) sont à choisir avec parcimonie. Créez des liens vers des articles approfondissant le sujet. Les termes génériques sans rapport avec le sujet sont à éviter, ainsi que les répétitions de liens vers un même terme.
- Les liens externes sont à placer uniquement dans une section « Liens externes », à la fin de l'article. Ces liens sont à choisir avec parcimonie suivant les règles définies. Si un lien sert de source à l'article, son insertion dans le texte est à faire par les notes de bas de page.
- La présentation des références doit suivre les conventions bibliographiques. Il est recommandé d'utiliser les modèles {{Ouvrage}}, {{Chapitre}}, {{Article}}, {{Lien web}} et/ou {{Bibliographie}}. Le mode d'édition visuel peut mettre en forme automatiquement les références.
- Insérer une infobox (cadre d'informations à droite) n'est pas obligatoire pour parachever la mise en page.

Pour une aide détaillée, merci de consulter Aide:Wikification.
Si vous pensez que ces points ont été résolus, vous pouvez retirer ce bandeau et améliorer la mise en forme d'un autre article.
 (avril 2022).
 (avril 2022).
Mohamed Yahiaoui, dit YAMO (né le 16 mars 1958 à Bou Ismaïl), est un designer industriel et architecte d'intérieur algéro-français.
Issu de deux cultures, il développe une œuvre au croisement du design, de l’art et de l’architecture.
Actif dans des domaines variés — mobilier, luminaires, design industriel, architecture intérieure, objets décoratifs — il met également son travail de design au service de l’architecture et des aménagements urbains.
Considéré comme l’un des pionniers du design contemporain en Algérie, YAMO s’est imposé dès la fin des années 1980 sur la scène internationale, avec des créations exposées dans de nombreux pays.
Il vit et travaille à Alger depuis 2013.

## Biographie
Yamo, de son vrai nom Mohamed Yahiaoui, est diplômé de l’École supérieure des Beaux-Arts d’Alger en 1982, où il termine major de promotion en architecture d’intérieur. La même année, il intègre l’École Nationale Supérieure des Arts Décoratifs de Paris, où il se forme au Design Industriel auprès de figures reconnues telles que Roger Tallon, Raymond Guidot et Philippe Starck. Il poursuit ensuite un troisième cycle en Mobilier, sous la direction de Jean-Claude Maugirard.
En 1987, YAMO remporte les premier et second prix du concours Appel aux jeunes créateurs, organisé par la société Drimmer, pour ses lampes Le Fourmilier et Telya.1 En 1989, il reçoit le SM d'Or au Salon international du meuble de Paris, ainsi que la Palme d'Or de la Jeune création lors du Grand Prix de la Critique du Meuble contemporain à Paris pour une étagère en bois cousu.1 La même année, il reçoit le second prix de la lampe d'Argent, bénéficie d’une carte blanche du VIA (Valorisation de l'Innovation dans l’Ameublement) et devient lauréat de la Bourse Agora en 1990.1
Surnommé le « sculpteur de lumière », Yamo se distingue par la finesse de ses créations et l’utilisation de matériaux variés, tels que le verre, la céramique, le bronze, l’aluminium, le bois et la pierre.2 Son travail est reconnu pour ses lignes entrelacées, souvent associées à des effets lumineux subtilement intégrés.
En 1998, il fonde avec son épouse, Corinne Metrah, également architecte d’intérieur, une agence de design et d’architecture à Tunis. Ensemble, ils réalisent des projets dans différents domaines, en mettant l’accent sur l'intégration du design au service de l’architecture et des aménagements urbains.
Parallèlement à la conception de mobilier et de luminaires pour des éditeurs de renom tels que Ceccotti, Charles, Drimmer, Roche Bobois ou Christofle, Yamo développe également des projets d’aménagement d’espaces privés et publics. Parmi ses réalisations figurent des appartements, des villas, des jardins, des piscines à Ibiza ou Tunis, ainsi que des brasseries à Amsterdam et Barcelone, des hôtels au Japon, en Tunisie, en Espagne et en Algérie.
Au fil des années, Yamo a su inscrire son travail dans une démarche de valorisation du design méditerranéen, et sa contribution à l'essor du design en Algérie est largement reconnue.3

## Expositions avant 2000
La première exposition solo de Yamo, intitulée « MOBILIER, LUMINAIRE ET SCULPTURE », a eu lieu à la Galerie Différences à Paris en 1990. Lors de cette exposition, il a présenté une variété de créations, notamment des consoles, des tables basses, un secrétaire, une étagère, un canapé, un fauteuil, des lampadaires et des sculptures.
En 1993, sa première exposition internationale, « MOBILIER, LUMINAIRE ET SCULPTURE », est montrée à la Galerie Turbulence à New York, États-Unis. Cette exposition a présenté une sélection encore plus large de ses créations, comprenant des tables hautes, des tables basses, des consoles, des secrétaires, des étagères, des guéridons, des chaises, des fauteuils, des lampes, des sculptures, des lampes à huile, des vases, des porte-voiles lumineux et des embrases. L'exposition s'est déroulée sur une superficie de 250 m2.
En 1994, il a exposé à la Contrast Gallery à Hong Kong. Puis en 1996, il est revenu en Europe avec l'exposition "ARTE AFRICANO - YAMO" au Casino d'Ibiza, en Espagne. Cette exposition a mis en scène une variété d'œuvres, telles que des sculptures de galets lumineux, une table haute en bois sculpté avec corbeille de fruits intégrée, des tables basses en bois, métal et verre, des paravents-lumineux en fer forgé, des lampes à huile, des lampadaires, des lampes à incandescence, des porte-voiles lumineux et des embrases. L'exposition a couvert une superficie de 100 m2.
Il a participé à des événements tels que le Salon du meuble de Paris en 2001, avec son exposition "UN ETRE DESIGN POUR UN ETRE HUMAIN", ainsi qu'à des expositions au Centre Georges-Pompidou de Paris en 2003 et au Grand Palais de Paris en 1993.

## Expositions après 2010
Depuis 2010, Yamo a continué à exposer ses créations dans des lieux prestigieux à travers le monde. En 2016 et en 2021, il a participé à la Triennale de Milan, avec une exposition et une conférence intitulées "Design Architectural" lors de la Journée de l'Algérie à la Triennale de Milan. La même année, il a exposé à Johannesburg en Afrique du Sud, au Museum of Africain Design (MOAD),.
Depuis 2019, il a renoué avec la scène artistique algérienne avec l'exposition "YAMO, OU PARCOURS EN MEDITERRANEE" au Musée d'Art Moderne MAMA. Cette exposition présentait des installations plastiques, du mobilier, des luminaires, des objets divers et une collection de bijoux.
En 2021, il a participé à la Dzign 2020+1, la 1re Biennale algéro-française du design, avec une scénographie comprenant la création et la mise en scène d'un Avatar de verre illuminé.

## Récompenses et distinctions